# Kuroda Nagatomo
Kuroda Nagatomo (黒田 長知, 02 de fevereiro de 1838 - 07 de janeiro de 1902) foi um samurai e Daimyō do Clã Kuroda, viveu no final do Período Edo da história do Japão. Foi o último daimyō do domínio de Fukuoka. Nagatomo foi o terceiro filho de  Tōdō Takayuki daimyō do Domínio de Tsu mas depois foi adotado por Kuroda Nagahiro daimyō do domínio de Fukuoka vindo a se tornar líder do Clã Kuroda em 1869. Durante o tumultuado bakumatsu defendeu posições pró-Chōshū, aliou-se ao novo governo na guerra Boshin. Por causa disso Nagatomo se tornou um membro da nova nobreza no Período Meiji. Passou a liderança do Clã ao seu filho Kuroda Naganari em 1878. Nagatomo morreu em Tóquio, em 1902, aos 65 anos.
| Precedido por Kuroda Nagahiro | Daimyō de Fukuoka 1869–1871   | Sucedido por Príncipe Arisugawa Taruhito |
| Precedido por Kuroda Nagahiro | Líder do Clã Kuroda 1869–1878 | Sucedido por Kuroda Naganari             |